# Accalathura phuketensis
Accalathura phuketensis là một loài chân đều trong họ Leptanthuridae. Loài này được Kensley & Schotte miêu tả khoa học năm 2000.